# Rhamphomyia trigemina
Rhamphomyia trigemina är en tvåvingeart som beskrevs av Oldenberg 1927. Rhamphomyia trigemina ingår i släktet Rhamphomyia och familjen dansflugor. Arten har ej påträffats i Sverige. Inga underarter finns listade i Catalogue of Life.